# Liste der Gesteine nach Genese
Diese Liste der Gesteine nach Genese führt verschiedene Gesteine primär nach ihrer Entstehungsart auf, teilweise sogar weiter differenziert. Sie befindet sich noch im Anfangsstadium. Prinzipiell sollte die Nomenklatur nach den Empfehlungen der IUGS erfolgen.

## Sedimentgesteine(Absatz-, Ablagerungs-, Schichtgestein, Sedimente, Sedimentite)
Art der Entstehung (Genese) und dem Verfestigungsgrad (Lockergesteine (L) / Festgesteine)
| siliziklastische Sedimente (nach Korngröße) | chemische Sedimente | organogene Sedimente | Residualsedimente                                                             |
| --- | --- | --- | ----------------------------------------------------------------------------- |
| - Psephit >2 mm - Brekzie (Breccie) - Diamiktit - Fanglomerat - Geschiebe (L) - Kies (L) - Schotter (L) - Konglomerat - Tillit - Psammit 0,02 mm – 2 mm - Grauwacke - Quarzit - Sand (L) - Sandstein - Pelit <0,02 mm - Bänderton - Bentonit - Mergel - dolomitische Mergel - Gipsmergel - Kalkmergel - mergeliger Ton - Mergelschiefer - Mergelstein - Sandmergel - Tonmergel - Silt - Aleurit - Löß (L) - Schluffstein - Siltstein - Tonstein - Alaunschiefer - Roter Tiefseeton (L) - Schieferton - Tonschiefer (metamorph) | - Evaporite - Alabaster (=Gips) - Anhydrit - Dolomit (Gestein) - Gips - Salz (Steinsalz) - Kalksinter - Kalktuff - Pelagosit - Travertin | - Kalkstein - Coccolithenschlamm (L) - Crinoidenkalk - Dolomit (Gestein) - Eisenkalkstein - Erbsenstein - Globigerinenschlamm (L) - Kalksandstein - Kalksinter - Kreide - Lumachelle - Mikrit - Onkolith - Oolith - Pteropodenschlamm (L) - Schillkalk - Seekreide (L) - Travertin - Kieselgestein - Diatomeenschlamm (L) - Feuerstein - Kieselgur (L) - Kieselschiefer - Kieselsinter - Lydit - Porzellanit - Radiolarienschlamm (L) - Radiolarit - Silex - Kaustobiolithe - Braunkohle - Steinkohle - Torf (L) - Ölsand - Ölschiefer - Schwarzschiefer | - Bauxit - Bohnerz - Bone bed - Kaolin (L) - Laterit - Phosphorit - Saprolith |

## Metamorphite(Umwandlungs- und Metamorphe Gesteine)
Ausgangsgestein
| Orthogesteine (Magmatit)                                                  | Paragesteine (Sedimentit) | beides möglich |
| ------------------------------------------------------------------------- | --- | --- |
| - Adinol - Eklogit - Granitgneis - Orthogneis - Serpentinit - Syenitgneis | - Fruchtschiefer - Garbenschiefer - Glimmerschiefer - Griffelschiefer - Hornfels - Marmor - Knotenschiefer - Leukophyllit - Paragneis - Phyllit - Prasinit - Quarzit - Schiefer | - Amphibolit - Blauschiefer - Enderbit - Fulgurit - Gneis - Granulit - Grünschiefer - Kakirit - Lechatelierit - Metatexit - Migmatit - Skarn - Suevit - Talkschiefer |

Weitere Unterscheidungen erfolgen nach dem Faziesprinzip der metamorphen Gesteine, Gefüge, Farbe, Struktur und anderem.

## Magmatite(Magma-, Erguss-, Magmatische Gesteine)
Entstehungsort
(S) Gesteinsname nach dem Streckeisendiagramm
(U) Gesteinsname nach dem Diagramm für Ultrabasite (Olivin / Orthopyroxen / Klinopyroxen)
(G) Gesteinsname nach dem Diagramm für die Gabbro-Gruppe (Plagioklas / Olivin / Pyroxen oder Plagioklas / Orthopyroxen / Klinopyroxen)
| Plutonite | Vulkanite | Ganggesteine und Subvulkanite | Pyroklastite |
| --- | --- | --- | --- |
| - Alkalifeldspatgranit (S) - Alkalifeldspatsyenit (S) - Alkaligranit (S) - Alkalisyenit (S) - Anorthosit (S) (G) - Carbonatit - Charnockit - Klinopyroxenit (U) - Diorit (S) - Dunit (U) - Essexit (S) - Foidhaltiger Alkalifeldspat-Syenit (S) - Foidhaltiger Syenit (S) - Foidhaltiger Monzodiorit (S) - Foidhaltiger Monzonit (S) - Foidmonzosyenit (S) - Foidmonzodiorit (S) - Foidmonzogabbro (S) - Foidolith (S) - Foidsyenit (S) - Foyait - Gabbro (S) (G) - Gabbronorit - Granit (S) - Granodiorit (S) - Harzburgit (U) - Kimberlit - Leucogabbro (G) - Leuconorit (G) - Lherzolit (U) - Malignit - Melagabbro (G) - Melanorit (G) - Monzodiorit (S) - Monzogabbro (S) - Monzonit (S) - Monzosyenit - Norit (G) - Olivinclinopyroxenit (U) - Olivingabbro (G) - Olivinnorit (G) - Olivinorthopyroxenit (U) - Olivinwebsterit (U) - Orthopyroxenit (U) - Peridotit - Plagioklasführende Pyroxenite (G) - Plagioklasführende ultramafische Gesteine (G) - Quarzalkalisyenit (S) - Quarzdiorit (S) - Quarzgranitoid (S) - Quarzmonzonit (S) - Quarzmonzodiorit (S) - Quarzolit (S) - Quarzsyenit (S) - Shonkinit - Syenit (S) - Syenogranit - Theralit (S) - Tonalit (S) - Troctolith (G) - Websterit (U) - Wehrlit (U) | - Alkalifeldspat-Quarztrachyt (S) - Alkalifeldspat-Rhyolith (S) - Alkalifeldspat-Trachyt (S) - Alkalibasalt - Alkalitrachyt - Andesit (S) - Basalt (S) - Basaltandesit - Basanit (Gestein) (S) - Dacit/Dazit (S) - Diabas - Foidhaltiger Alkalifeldspat-Trachyt (S) - Foidhaltiger Latit (S) - Foidhaltiger Trachyt (S) - Foidit - Keratophyr - Latit (S) - Leucitit - Limburgit - Liparit - Mandelstein - Melaphyr - Melilithit - Nephelinit - Obsidian - Orthoporphyr - Pechstein - Phonolith (Klingstein) (S) - Phonolitischer Basanit (S) - Phonolitischer Foidit (S) - Phonolitischer Tephrit (S) - Pikrit - Porphyr - Quarzlatit (S) - Quarzporphyr - Quarztrachyt (S) - Rhyodacit - Rhyolith (S) - Rhombenporphyr - Spilit - Tephrit (S) - Thephritischer Foidit (S) - Thephritischer Phonolit (S) - Tholeiit (Tholeiitbasalt) - Trachyt (S) | - Alnöit - Aplit - Camptonit - Carbonatit - Dolerit - Granitporphyr - Kersantit - Kimberlit (umstritten) - Lamproit - Lamprophyr - Mikrodiorit - Mikrogabbro - Minette (Ganggestein) - Monchiquit - Pegmatit - Polzenit - Redwitzit - Sannit - Spessartit - Vogesit | - Bimsstein - Ignimbrit - Lapilli - Peperit - Tuff - vulkanische Agglomerate - vulkanische Asche - vulkanische Blöcke - vulkanische Bomben |

Magmatite werden auch nach ihrem Gefüge, ihrer Farbzahl und dem Mineralbestand klassifiziert. Dabei kommt auch das QAPF- oder Streckeisendiagramm zur Anwendung.